# クワイ
クワイ（慈姑、学名：Sagittaria trifolia L. 'Caerulea'）とは、オモダカ科オモダカ属の水生多年草である、オモダカの栽培品種である。別名として、田草、燕尾草（えんびそう）、クワエが知られる。日本では食用に栽培されてきた歴史が古く、また葉の形が独特なため、地域により様々な呼び方がされている。

## 語源
和名の「クワイ」の語源には諸説が有り、定かではない。以下のような説が知られる。
- 葉の形状が鍬に似ているため、「鍬の刃の形をした植物のいも」から「くわいも」となり、転訛した[3][4][5]。新井白石の『東雅』にて紹介されている説[6]。
- 水中植物のイモから、川芋/河芋（かわいも）となり、転訛した[3][5]。
- 食用になるイグサの意から「くわれい」となり、転訛した。大槻文彦の『大言海』にて紹介されている説[3]。
- 若い栗の味に似ているから「クワイグリ」となり、転訛した[5]。

漢語表記の「慈姑」は『本草綱目』などで確認ができ、以下のような説が存在する。
- 種芋の周囲に出た地下茎の先端に芋のつく状態が「慈悲深いしゅうとめが乳を与えている」のに似ていることから[4]。
- 1年に1根から12の芋が出来るクワイの姿が「慈しみ深い（慈愛）母 （姑）が子供たちを養育する姿」に似ていることから[7]。

ただし、漢語標記の「慈姑」と日本語読みの「クワイ」との間の語源的関係性は、確認されていない。なお、
日本現存最古の薬物辞典である『本草和名』や『和名類聚抄』では「久和井」や「久和為」の表記で紹介されている。ただ『和名類聚抄』では、クワイとクログワイとが混合して紹介されている。

## 分布
クワイはアジアを始め、ヨーロッパ、アメリカなど、世界中の温帯から熱帯に広く分布する。野生種のオモダカは東南アジア原産とされているが、栽培品種のクワイは中国で作られた。このため、クワイの原産地は、中国とされている。なお、野菜として栽培されている地域は、中国と日本に限られる。日本では、江戸時代から盛んに栽培されていた。

## 生態

### 形態
単子葉の多年生の水生植物で、草丈は110 - 125センチメートル (cm) 程度に成長する。葉は、長さ30 cmの切り欠きが無い矢尻形で、葉身の内部は海綿状の組織になっている。匍匐茎は茎の各節から発生し、長さ60 - 80 cmまで伸びる。匍匐茎にも節が見られ、そこから二次匍匐茎が2 - 3本発生する。匍匐茎の先端部には塊茎が着生し、原種のオモダカに比べて、より大きな塊茎がつく。塊茎は青味を帯びて水平に節輪が見られ、薄い鱗片に包まれて、先端部に長さ5 - 6 cmの頂芽がつく。雌雄異花。円錐花序を出して、白い花弁の有る花がつく。花後はほとんど結実しない。

### 生育
クワイの栽培は、水田で行われる。クワイの発芽は、植え付けが行われる7月上旬頃で、発芽温度は13 ℃から15 ℃以上である。クワイの生育経過は、発芽から葉数増加期の栄養生長期（7 - 8月）と、匍匐茎発生から塊茎肥大期までの生殖生長期（8月下旬 - 11月中旬）に分けられる。栄養生長期における生育適温は20 ℃から30 ℃であるが、葉数の増加する速度は温度に影響され、高温条件で促進される。生殖生長期における匍匐茎の発生は、本葉が14 - 15枚展開した後で行われ、その後茎葉の展開ごとに匍匐茎が1本発生する。匍匐茎の伸長が終わると、2枚の苞に包まれて塊茎を形成するが、昼間の時間が短くなり、15 ℃くらいの低温に遭うと、肥大が開始される。茎葉は霜に遭うと枯死するものの、水面下では塊茎の肥大が晩秋まで行われる。

## 種類
クワイの栽培品種は、青藍色の青クワイ、淡青色の白クワイ、小粒の吹田クワイの3種類が有り、いずれも水田で栽培される。植物学者の牧野富太郎は、渡来系とは別に日本で栽培品種化されたオモダカの変種として学名を与えている。
青クワイ
日本で栽培されている主流の品種で、草丈はやや低く、葉は中葉で緑色。塊茎は偏球形で外皮が青色を帯びる。青クワイのうち、塊茎の底が平らな系統を「新田クワイ」、やや腰高で円球系の系統を「京クワイ」と区別する。ほくほくとした食感が特徴である。
白クワイ
中国で多く栽培される品種で、日本ではほとんど見られない。草丈は高く、葉は大型で淡緑色。塊茎は白色を帯び、円球形で、青クワイに比べて肉質がかたく、シャリシャリとした食感が特徴である。味は淡泊で苦味が強い。中華料理の材料に利用される。
吹田クワイ
クワイの野生種のオモダカに最も近い品種で、塊茎は小型であるが肉質が緻密で苦味が少なく、食味が良いとされる。オモダカの1系統とも言われている。

## 歴史
クワイが日本に渡来した時期は不明であるが、8世紀の奈良時代には、日本にも存在していたと考えられている。江戸時代に生産と利用が盛んになり、主産地は京都、大阪、江戸周辺と考えられているが、その実態については、あまり解明されていない。江戸時代中期の天明の大飢饉には、救荒作物としての役割を果たしている。
明治時代は、京都、大阪、埼玉、東京、茨城、千葉が、日本における主な生産地だった。昭和の太平洋戦争中は戦時下の統制品の1つになり、クワイ栽培は抑制された。戦後は栽培が復活したものの、都市化が進展して都市部での水田の減少に伴い、戦前よりも栽培面積は縮小した。1970年から日本で開始された稲作転換政策により、転換作物としてクワイの作付面積が、日本では一時的に増えたが、その後は少しずつ減少を続けている。

## 栽培
生育期間中の圃場を冠水状態にすることが重要で、水利の便が良いことが栽培に必要な条件である。土壌は泥炭土、細粒グライ土の半湿田が適しており、黒ボク土や砂質土では収量が落ちる。気象条件は、全期間を通して温暖であること、塊茎肥大期に1日の気温の差が大きいほど、充実した良い塊茎ができる。日本では、関東南部以南が栽培適地である。
クワイの植え付けは、前年に収穫して冷蔵保存しておいた塊根を使うが、植え付け1週間前に冷蔵庫から取り出し、直射日光には当てず、乾燥しないように外気に慣らす。クワイ畑は4月に耕して、6月下旬から7月の植え付けの2週間前に水を張り、代かきをして水田のようにしてから塊根が植え込まれる。2週間後には、オモダカに似た葉が出て、7月下旬頃から9月にかけて、茎葉が旺盛に生長する。この生長期の間に、追肥と、茎葉を適度に間引く「葉かき」、地下茎を一部切断する「根回し」を行うことにより、根茎が充実して大きさも揃うようになる。また水の管理も重要で、植え付け直後と秋期は水深5 cmの浅水、生長期の夏場は6 - 9 cmのやや浅水で、水を切らさないように管理が行われる。晩秋に気温が低下して葉が霜枯れするようになると、塊根の肥大が止まって収穫期を迎える。
収穫方法はレンコンと同様で、動力ポンプを使った水圧で、水面下の泥の中の根茎を掘り起こして、水面に出てきた根茎を茎から切り離し、芽を傷付けないようにして収穫する。もしくは、水を落として地上部は刈り取り、収穫まで一旦は圃場を冠水状態にして、収穫する際に水を完全に落としてから根茎を掘り採る方法が行われる。翌年に植え付けるために確保する種球は、地下穴に貯蔵する室貯蔵、または冷蔵庫貯蔵によって行われる。
病虫害は、生育中期に発生する赤枯病や葉枯病、9月以降のアブラムシなどが知られており、収量に大きく影響する。植え付け直後は、カルガモによる食害を受ける場合も有る。連作障害は少ないが、赤枯病が発生した圃場での連作は忌避される。

### 産地
日本における主要な生産地は、広島県と埼玉県の2県で市場の8割以上を占める。生産量日本一は広島県福山市で、昭和初期にイグサの後作として広まり、1955年頃に特産品として定着した。需要が多い正月に合わせて栽培されるため、11月下旬から12月にかけて出荷のピークを迎える。作型の分化は、ほとんど見られず、一部で植え付け時期を早めた早熟栽培（9月 - 10月出荷）が行われている。
- 広島県福山市 - 福山のくわい。
- 埼玉県越谷市 - 福山市に次ぐ生産量。
- 京都府 - 京野菜として選定されている。
- 石川県金沢市 - 加賀野菜に認定されている在来品種の「青くわい」が知られる[22]。
- 石川県羽咋市神子原
- 山形県戸沢村
- 大阪府門真市
- 大阪府吹田市 - 吹田くわい。なにわ野菜の1つ。淀川沿いの低湿地であった吹田地区は泥田が多く、小さめなクワイが特産であり、かつ名物であった。明治維新までは宮中に献上されており、蜀山人が「思い出る鱧の骨きりすり流し吹田の烏芋（くわゐ）天王寺蕪」[23]と詠うなど、内外にその名を轟かせていた。しかし第2次世界大戦後は吹田地域の都市化に伴って栽培農家も減り、一時は絶滅の危機に瀕した。21世紀初頭においては、有志の保存会によって栽培が続けられている程度で、生産量はごく少量である。

## 利用

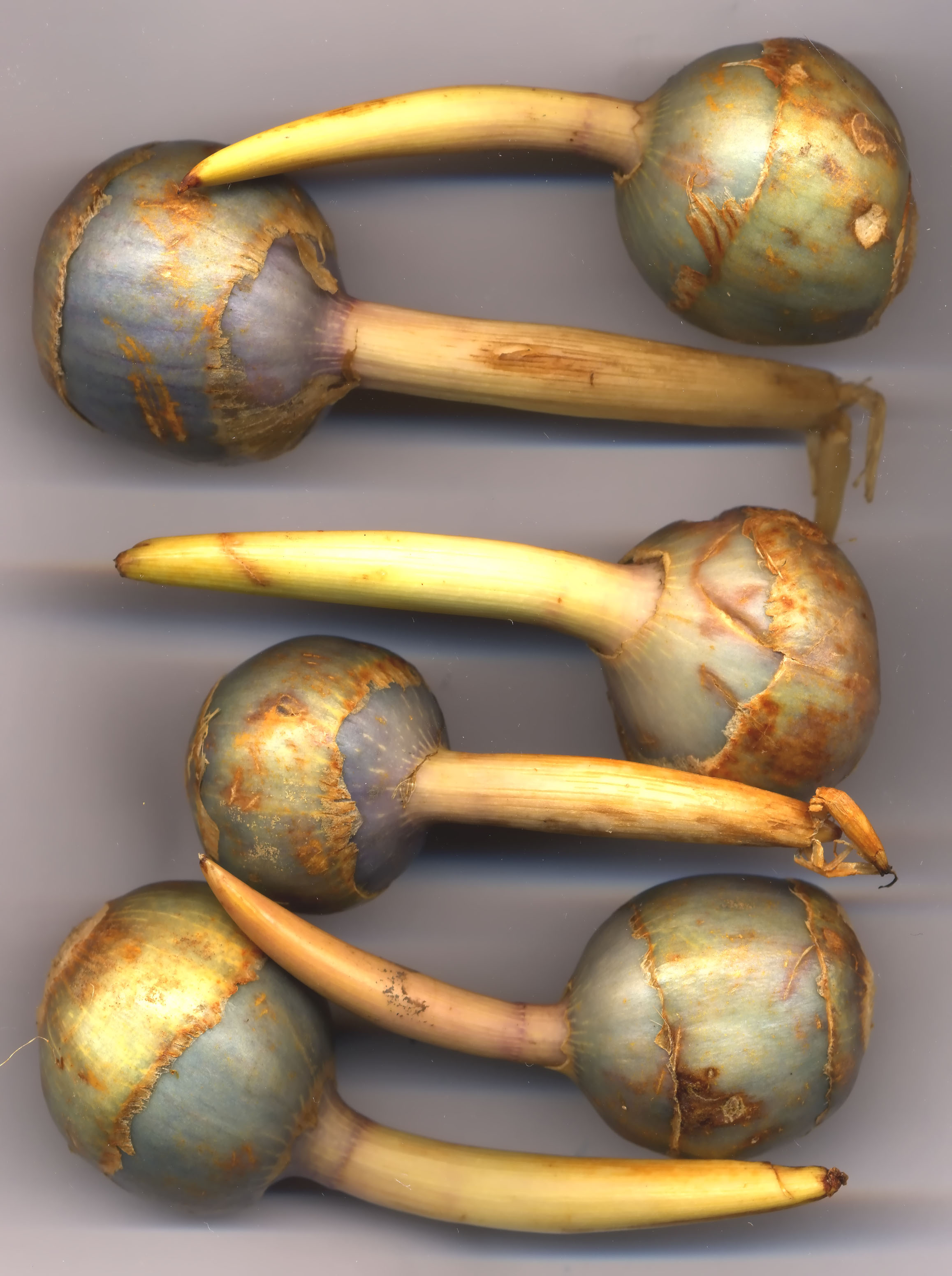
クワイの塊茎。日本では「芽が出る」ということで、おせち料理などにおいて縁起物とされる。

欧米では観賞用が主である。日本と中国では塊茎を食用とし、特に日本では「芽（目）が出る」につながる縁起の良い食物と評され、煮物にしておせち料理などで食べられる習慣があるため、世界でも日本で最も普及している。
食材としての旬は11月から4月にかけてで、芽がきれいな形に伸びて、全体にツヤが有る物が、市場価値の高い良品とされる。芽が出た姿を活かして、芽は先端を斜めに切って残し、塊茎は底の部分を薄く切って整えたら皮をむいて水に曝し、アクを抜いてから調理する。シュウ酸を含むので特有の苦味が感じられるため、これを除くために米のとぎ汁で一度茹でこぼすのがよい。クリやユリ根に似たほのかな甘味とほろ苦さが感じられ、含め煮にしてほっくりとした食感を楽しむのが一般的である。他に、揚げ物、鍋物にも使う。加工品としては、クワイチップスや、クワイ焼酎が知られる。
栄養素は炭水化物が多く、可食部100グラム (g) 当たりの熱量は約125キロカロリー (kcal) と、野菜類の中では最も高く、サツマイモに匹敵する。炭水化物の他にカリウム、葉酸、カテキンなどを含む。特に、体内の余分なナトリウムを排出する働きがあるカリウムが、100 g中に600ミリグラム (mg) と極めて高い。リン（100 g当たり150 mg）と亜鉛（同2.2 mg）も比較的豊富である。ビタミン類では、ビタミンB1とナイアシン（ビタミンB3）、葉酸（ビタミンB9）などのビタミンB群が多い。野菜としてはタンパク質の含有量が少ない点が特徴である。強い灰汁はポリフェノール類で、抗酸化作用が期待できる。

### 加工品
埼玉県は広島県に次ぐ日本の都府県で2位の収穫量を上げてきた。しかし、宅地開発などが進み、近年は収穫量が減少方向にある。埼玉県内最大の生産地である越谷市では、地元の研究会がクワイを使った地ビールを世界で初めて作るなど、クワイの普及活動に努めている。越谷市商店会連合会ではクワイを使った「縁起コロッケ」のご当地グルメ化を図っている。
一方で、日本の都府県で最多の収穫量を上げてきた広島県福山市では、スナック菓子の「くわいっこ」や、くわい焼酎「福山そだち」が売られている。
また大阪府吹田市では、吹田くわいを使った、くわい焼酎「芽吹」が売られている。